# Циклон Орсон
Жесток тропски циклон Орсон био је четврти по јачини забележен циклон у Аустралијском региону. Орсон се формирао 17. априла 1989. године и постепено се појачавао крећући се ка западу. Након што је достигао јачину 5. категорије 20. априла, олуја је почела да се убрзано креће ка југу. Следећег дана, циклон је достигао највећу јачину са ветровима од 250 км/ч (155 ml/h током 10 минута) и барометарски притисак од 904 hPa (mbar). Орсон одржава ову јачину скоро два дана пре него што активира клизиште у близини Дампиера. Циклон је након клизишта нагло ослабио и убрзао је ка југоистоку. Након што се преместио у Велики аустралијски залив 24. априла, олуја се распршила.
Упркос Орсонове изузетне јачине, начињена штета је била релативно мала, јер се кретао слабо настањеним регионом Западне Аустралије. Пет људи је погинуло близу копна, а штета је износила 20 милиона аустралијских долара (16,8 милиона америчких). Олуја је изазвала штету на новој платформи која је постављена ради истраживања могућег нафтног поља, за које се верује да садржи готово 200 милиона барела (32,000,000 m³) нафте. Штета је одложила пројекат за скоро две недеље. Најозбиљнији утицај био је у Панавоники, где је оштећено 70 домова. Након олује, трошкови рашчишћавања достигли су 5 милиона аустралијских долара (4,1 америчких). Због озбиљности олује, име Орсон је повучено након сезоне.

## Припреме и утицај
Највећа штета настала је у рударском граду Панавоника, у ком је 70 домова оштећено олујом. Бројна дрвећа и електрични водови су срушени на путањи олује. Пре слабљења, олуја је оставила једну особу несталом након што је контакт с њеном јахтом изгубљен. Каснији извештаји потврђују да се особа утопила током олује. Двадесеторо људи је повређено током олује, 60 је остало без крова над главом, а око 1.000 је било погођено олујом. Укупна штета од олује је процењена на 20 милиона аустралијских долара (16,8 милиона америчких), а трошкови поправака су достигли 5 милиона аустралијских долара (4,1 милиона америчких). Због озбиљности олује, име Орсон је повучено након сезоне.